# Ioan Safta
Ioan Safta (n. 21 aprilie 1897, Luncoiul Inferior, Hunedoara – d. 16 mai 1984, Timișoara) a fost un agronom, pratolog și profesor universitar român, considerat fondatorul modern al studiilor de pratologie și al producției de furaje în România. A contribuit semnificativ la cercetarea pajiștilor și fânețelor, punând bazele științifice ale acestui domeniu și la dezvoltarea învățământului agronomic superior.

## Biografie
Ioan Safta s-a născut la 21 aprilie 1897 în comuna Luncoiul Inferior, județul Hunedoara. A urmat școala primară la Brad și Brașov, absolvind Liceul „Andrei Șaguna” din Brașov în 1914. La 17 ani, a fost înrolat forțat în armata austro-ungară, urmând școala de ofițeri de la Bruk-Leytha, unde s-a pregătit ca genist. Între 1916 și 1918, a participat la Primul Război Mondial în Galiția și Volhynia, iar în 1919, a luptat la Tisa împotriva ungurilor.
După Marea Unire din 1918, Safta s-a înscris la Academia de Agricultură din Cluj, absolvind în 1923 „cu distincție”, fiind primul dintr-o generație de 23 de studenți. A fost remarcat de profesorul Iuliu Prodan, care l-a reținut ca asistent la catedra de Botanică și Patologie Vegetală între 1922 și 1925, perioadă în care s-a specializat și în Chimie Agricolă sub îndrumarea profesorului Ioan M. Dobrescu. Între 1925 și 1927, a lucrat ca specialist topometru la Inspectoratul Geodezic și Cadastral din Cluj, efectuând ridicări topografice.
În 1927, a devenit director al Școlii Inferioare de Agricultură Turda, iar în 1930, horticultor șef la Stațiunea Experimentală Agricolă Câmpia Turzii a ICAR, în domeniul plantelor de nutreț. Între 1930 și 1932, s-a perfecționat la Universitatea Halle din Germania, studiind fitotehnia cu profesorii Roemer și Holdefleiss, și ameliorarea plantelor cu Roack, obținând în 1932 titlul de „doctor în științe naturale”.
La 1 septembrie 1932, s-a alăturat Laboratorului de Fitotehnie Specială (Culturi Furajere și Pajiști) al Stațiunii de Ameliorare a Plantelor din Cluj. În 1933, a ocupat provizoriu postul de profesor la Catedra de Agricultură Specială, Pășuni și Fânețe a Academiei de Agricultură din Cluj, unde a inițiat primul curs distinct de producere a furajelor din România, extins ulterior la institutele din Timișoara și Craiova.
În 1940, după cedarea Ardealului de Nord, Safta s-a refugiat la Timișoara împreună cu Facultatea de Agronomie din Cluj, unde a fost rector al institutului până în 1945. În 1948, s-a mutat la Institutul Agronomic „Tudor Vladimirescu” din Craiova, contribuind la formarea specialiștilor agricoli din sudul țării până la pensionarea sa în 1968. A trăit ultimii ani în Timișoara, unde a murit la 16 mai 1984, la 87 de ani.

## Activitate științifică
Ioan Safta a fost un pionier al pratologiei în România, fiind primul cercetător care a studiat aprofundat pajiștile și fânețele. Cercetările sale au vizat compoziția floristică, productivitatea și calitatea furajelor, precum și aplicarea îngrășămintelor pe pajiști. A evidențiat importanța economică a pajiștilor, care ocupă 4,4 milioane de hectare în România, și a propus tehnologii pentru sporirea producției de furaje de 3-8 ori.
Lucrarea sa din 1932, Contribuții la studiul fito-social al fânețelor din județul Cluj, a analizat covorul vegetal după metoda Braun-Blanquet, evaluând abundența, dominanța, sociabilitatea și frecvența speciilor. A clasificat fânețele în funcție de condițiile geografice și climatice, oferind o bază practică pentru agricultură. În 1939, a publicat Cercetări fito-sociale agricole asupra fânețelor din județul Timiș, o lucrare amplă bazată pe 1000 km de ridicări fito-sociale, descriind tipurile de pășuni și compoziția lor floristică.
A studiat epocile de cosit în lucrarea Experiențe cu epoci de cosit (1939), stabilind că intervalul optim între coase este de 76-87 de zile și că fânul reprezintă 33% din masa verde. În 1936, a analizat efectele îngrășămintelor minerale pe pajiști, demonstrând că variantele NPK și NP oferă producția maximă, iar conținutul de proteină brută variază între 12,42% și 16,44% în funcție de fertilizare.

## Lucrări
Ioan Safta a publicat cursuri și lucrări fundamentale pentru studenți și cercetători. În 1927, a colaborat cu Iuliu Prodan la Curs de patologie vegetală, iar în 1938 a publicat Curs de fitotehnie (aproximativ 300 de pagini), bazat pe notele studenților Arcadie Gavrilă, Mihai Manea și Paul Nistor-Vălean. În 1940, a editat Curs de fitotehnie, partea I: Cereale. A contribuit la tratatul Fitotehnie (ediția a II-a, 1965), cu un capitol de 140 de pagini despre plantele de nutreț.
O selecție a lucrărilor sale include:
- „Importanța fânețelor”, Viața Agricolă, 1923
- Contribuții la studiul fito-social al fânețelor din județul Cluj, Analele ICAR, vol. 8, nr. 7, 1936
- Efectele îngrășămintelor minerale asupra pajiștii, Editura Cartea Românească, Cluj, 1936
- Pășunile și fânețele, îngrijirea și exploatarea lor, Cartea Românească, 1937
- „Problemele economice ale Munților Apuseni”, Agricultura Nouă, nr. 10, 1938
- Cercetări fito-sociale agricole asupra fânețelor din județul Timiș, Analele ICAR, vol. 10, nr. 9, 1938
- Experiențe cu diferite epoci de cosit la fâneața naturală, Analele ICAR, vol. 11, 1939
- Curs de fitotehnie, partea I: Cerealele, Cluj, 1940
- Producerea și păstrarea furajelor, EDP, 1965
- Fitotehnie (Plantele de nutreț), Editura Agrosilvică, București, vol. II, 1965
- „Aplicarea pe pajiști a îngrășămintelor cu N la diferite epoci”, Analele ICAR, Fundulea, vol. 35, seria B, 1967

## Contribuții suplimentare
Safta a fost un profesor dedicat, contemporan cu personalități precum Gh. Ionescu Sisești, N. Săulescu și N. Zamfirescu, contribuind la formarea generațiilor de agronomi la institutele din Cluj, Timișoara și Craiova. A pus bazele științifice ale producției de furaje, un domeniu neglijat în agricultura românească chiar și în anul 2000, conform surselor.

## Premii și recunoaștere
Ioan Safta a fost numit membru de onoare al Academiei de Științe Agricole și Silvice (ASAS) în 1969, la 72 de ani, dar nu a fost răsfățat cu onoruri în timpul vieții, trăind modest în perioadele dificile ale războaielor mondiale și ale regimului comunist.